# Empalizada

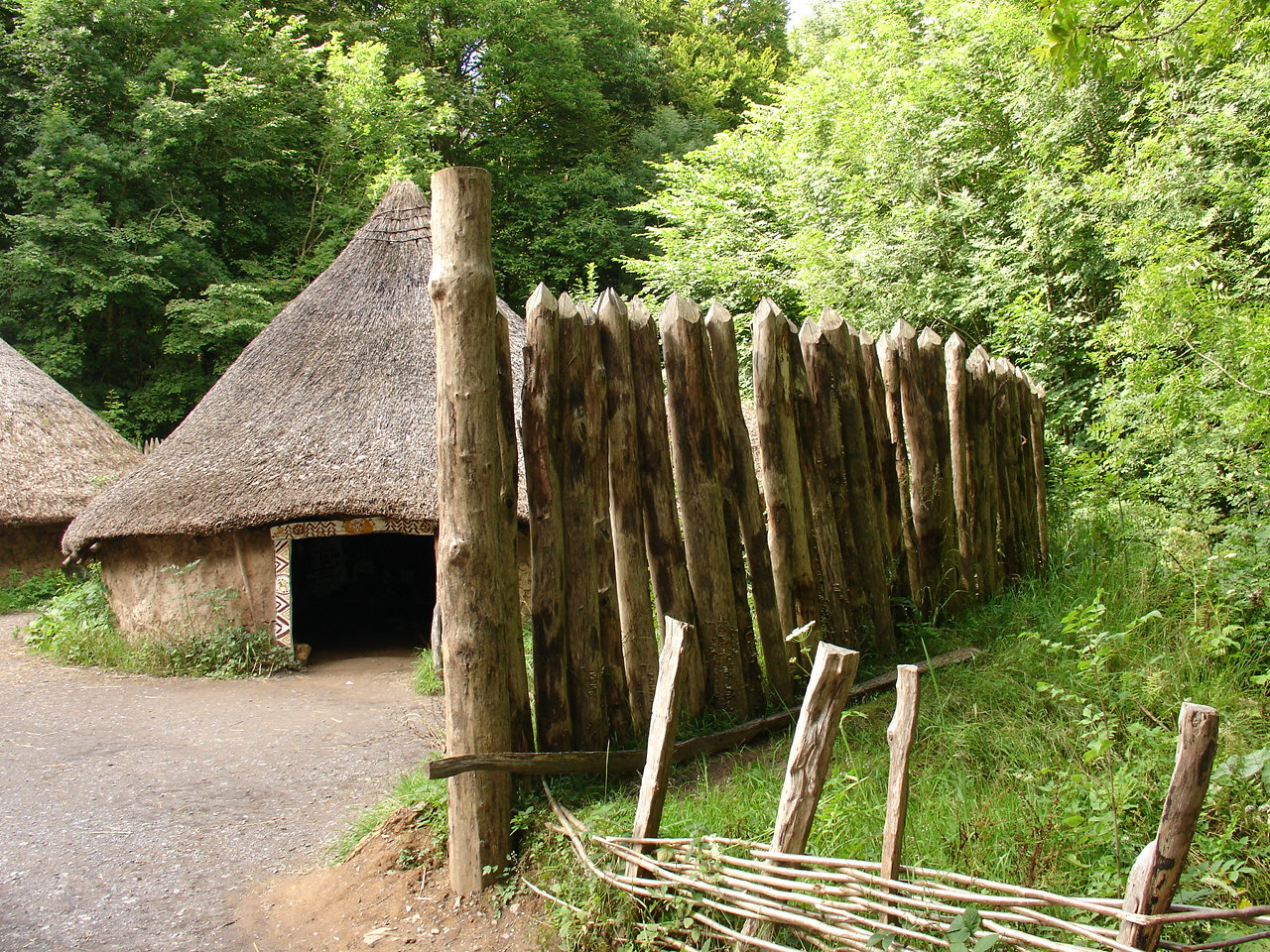
Empalizada de troncos de madera en un poblado celta reconstruido.

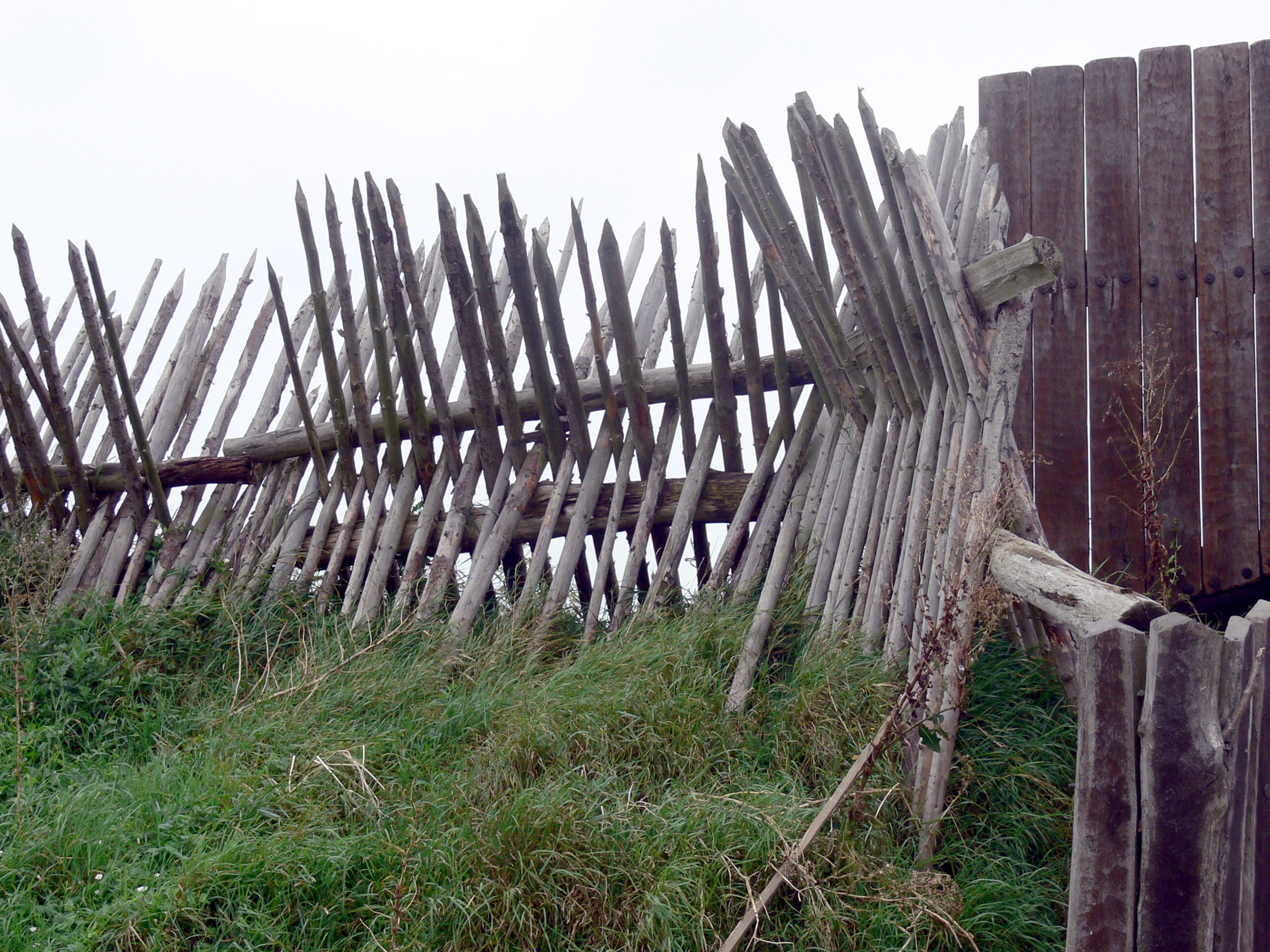
Empalizada formada de estacas

Una empalizada, en arquitectura militar, es una obra de carácter defensivo consistente en un conjunto de troncos clavados verticalmente en el suelo (también llamados várganos), atados entre sí para formar una estructura firme.
En general se utilizaban troncos pequeños y medianos, alineados verticalmente, sin espacios entre ellos. Los troncos se plantaban en el suelo, y podían ser reforzados con una construcción adicional. La altura de las empalizadas podía ser desde la altura de una valla, hasta más de tres metros. Los romanos utilizaban estacas largas más delgadas y más fáciles de llevar que se podían colocar más cerca, haciéndolas más difíciles de desarraigar.
Las empalizadas fueron una excelente opción para pequeñas fortalezas o fortificaciones construidas a toda prisa. Al ser de madera, fácilmente podían ser construidas con materiales que se encontraban a mano. Demostraron ser eficaces para enfrentamientos y ataques a corto plazo, para disuadir a fuerzas pequeñas. Sin embargo, debido a los materiales utilizados, corrían el riesgo del fuego y de las armas de sitio. Por este motivo (si había tiempo y medios), las paredes de piedra (por ejemplo), se preferían a las empalizadas de madera.
A menudo las empalizadas se construían alrededor de un castillo, como un muro temporal para construir el de piedra permanente.
Las empalizadas también se utilizaban como protección en las justas medievales.